# 16-mm-Film

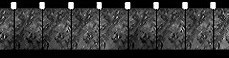
16 mm

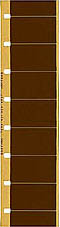
Super 16 mm

16 mm und Super 16 mm sind Schmalfilmformate, die weltweit für Fernsehproduktionen, Dokumentationen und Low-Budget-Filme genutzt wurden und werden. Für kommerzielle Vermarktung werden auf 16-mm-Material gedrehte Filme in der Regel auf 35-mm-Film vergrößert (Blow-up), damit sie mit in Kinos üblichen Projektoren vorgeführt werden können.

## Historische Entwicklung
Das 16-mm-Format wurde 1923 für Amateur-, Dokumentar-, Lehr- und Werbefilme eingeführt, fand jedoch bald als Alternative zum 35-mm-Kinostandard Verbreitung. Geringere Auflösung und gröberes Korn werden dabei zugunsten der weit geringeren Produktionskosten und der meist kompakteren und leichteren Technik in Kauf genommen. Bei analogem Fernsehen (PAL/SECAM/NTSC) war die Auflösung von 16-mm-Filmen bei mittlerer Lichtempfindlichkeit etwas besser als die der Fernsehübertragung, so dass das Filmmaterial bei der Produktion optimal genutzt wurde.
Etliche Kleinstbild-Fotokameras nutzten bzw. nutzen das gleiche Material, wie z. B. die Rollei 16.
Seit der Jahrtausendwende wird der 16-mm-Film zusehends durch elektronisch-digitale Aufzeichnungsverfahren ersetzt.

## Das Filmmaterial
Der entwickelte 16-mm-Film hat eine Bildfeld-Größe von 10,3 mm × 7,5 mm (b/h), die Bilddiagonale beträgt also 1/2 inch (Zoll) entsprechend 12,7 mm. Pro Bild (frame) gibt es ein Perforationsloch seitlich exakt in Höhe des Bildstrichs, analog zum Normal-8-Film.
Das Material wird mit einseitiger Perforation (single edge, immer links von Schicht her gesehen) oder doppelseitiger Perforation (double edge) hergestellt. Einseitig perforiert benutzt man ihn vor allem als Rohfilm in den Filmkameras und für optische Kopien (Alte Norm, Schicht zum Bildfenster, Blank vom Bildfenster weg). Doppelt perforiert wird er (seltener) eingesetzt als Rohfilm, dann meistens für High-Speed-Filmkameras und Trickfilmkameras, vor allem aber bei Kontaktkopien (Klatschkopien), einem Verfahren, bei dem bei der Durchbelichtung Schicht auf Schicht gepresst wird. Da die Kopie nach diesem Verfahren seitenverkehrt ist und man den Film wenden muss, um ihn seitenrichtig vorzuführen (Neue Norm, Blank zum Bildfenster, Schicht vom Bildfenster weg), ist die Doppelperforation erforderlich.
Das Filmformat Super 16 ist einseitig perforierter 16-mm-Film und erreicht durch Ausnutzung der verbleibenden Breite des Filmmaterials eine Bildfeld-Größe von 12,35 mm × 7,42 mm (b/h). Das Bildseitenverhältnis beträgt 1:1,66 und entspricht damit fast den Produktionsanforderungen für das Fernsehformat 16:9, dient daher meistens als Ausgangsmaterial zur elektronischen Weiterverarbeitung (Postproduktion). Außerdem ist die Herstellung von 35-mm-Projektionskopien im Blow-Up-Verfahren von Super-16-Negativen möglich.
Ein Fuß (304,8 mm) 16-mm-Film enthält 40 Bilder. 100-Fuß-Spulen ergeben daher bei 24 Bildern/s eine Laufzeit von 2:46 min.

## Fernsehen
Seit den Anfängen des Fernsehens in den frühen 1950er Jahren wurden auf der ganzen Welt im Bereich der aktuellen Berichterstattung fast ausschließlich die – verglichen mit 35-mm-Equipment weitaus kompakteren und leichteren – 16-mm-Filmkameras genutzt. Dabei wurde meist auf Umkehrfilm gedreht, weil zur Fernsehausstrahlung und für die Zwecke des Fernsehens in der Regel ein Exemplar eines Filmes ausreichte. Dazu verfügten viele Fernsehanstalten über eigene Kopierwerke, die es ermöglichten, Filmmaterial von aktuellen Ereignissen noch am selben Tag sendefertig zur Verfügung zu stellen. So war es möglich, Filmaufnahmen nur ein bis zwei Stunden nach Rückkehr des Aufnahmeteams in den Sender zu senden. Ende der 1970er, Anfang der 1980er Jahre löste die Elektronische Berichterstattung die Filmaufnahme im Bereich der „Tagesaktualität“ ab.
Da die Auflösung eines Fernsehbildes im SDTV geringer als beim 16-mm-Film ist, fand dieser auch in zahlreichen anderen Bereichen des Fernsehens Anwendung. So wurden abgesehen von der aktuellen Berichterstattung auch Reportagen, Dokumentationen, Trick- und Pausenfilme, Werbeclips und sogar Fernsehfilme und -serien auf 16-mm-Film gedreht. Für Reportagen und zunächst auch für Dokumentarfilme verwendete man dabei üblicherweise Umkehrfilm, für die weitaus aufwendigeren Fernsehserien jedoch Negativfilm.
Bis zur Einführung der Magnetaufzeichnung (MAZ und Ampex; 1959) auf damals professionellen Videorekordern bot Film die einzige Möglichkeit, Fernsehsendungen zu archivieren. Das dabei eingesetzte Verfahren war die sog. Filmaufzeichnung. Hierbei kam in der Regel 16-mm-Film zum Einsatz.
Heutzutage wird kaum ein Fernsehfilm oder eine TV-Serie noch auf Super 16 gedreht. Digitale Kameras haben die klassischen Filmkameras in diesem Segment seit ca. 2010/2011 in kürzester Zeit fast völlig verdrängt.

## Der passende Ton

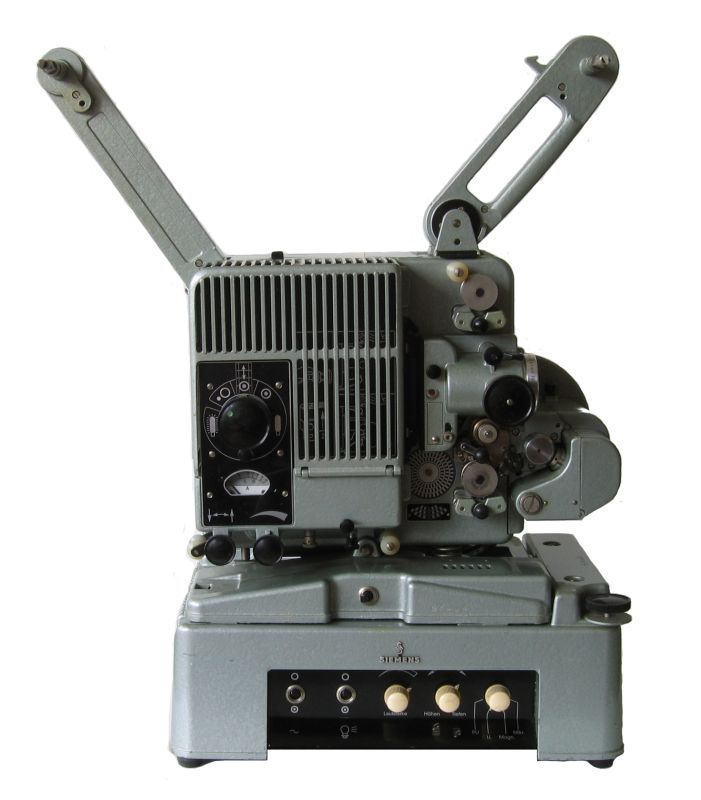
16-mm-Projektor Siemens & Halske 2000 mit Lichttonverstärker, um 1960

Einseitig perforierter Film kann auf einer Seite eine Lichtton- oder alternativ eine (aufgeklebte, laminierte oder aufgespritzte) Magnettonspur (Randspur) aufweisen. Da beide Tonspur-Methoden nur eine begrenzte Tonqualität bieten, wird im professionellen Bereich der Ton auf Magnetfilm überspielt (gemischt) und synchron zum Bildfilm mitgeführt. Zur Vorführung ist dann ein sogenannter Zweibandprojektor erforderlich.

16-mm-Tonnegativabschnitt

Der 16-mm-Lichtton (bzw. in Ausnahmefällen der Randspur-Magnetton) spielt oder spielte eine Rolle vor allem bei Unterrichtsfilmen und Dokumentarfilmen zur Vorführung in Schulen und Seminaren. Hier erwies es sich als vorteilhaft, nur eine Filmrolle anzuliefern, auf der sich Bild und Ton zusammen befand. Diese konnte jede Person mit Vorführschein (meistens Lehrer oder Hausmeister) in den Projektor einlegen. Diese Technik wurde seit den 1980er Jahren nach und nach durch den Einsatz von Fernsehgeräten oder auch durch elektronische Bildprojektoren (Video-Beamer) verdrängt, wobei meistens VHS-Kassetten, seit den 2000er Jahren auch DVDs verwendet wurden. Neuproduktionen von 16-mm-Unterrichtsfilmen gab es jedoch noch bis Ende der 1990er Jahre. Aufgrund der relativ hohen Lebensdauer dieser Medien sind auch heute noch tausende von Dokumentar- und Unterrichtsfilmen verfügbar. Echte Filmvorführungen werden daher von einzelnen Lehrern als besonderes Erlebnis eingesetzt. In Deutschland sehr bekannt für seine 16-mm-Filme für Unterrichtszwecke war das Institut für Film und Bild in Wissenschaft und Unterricht.

## Kleinstbildfotografie
In der Kleinstbildfotografie wurde meist der einseitig perforierte 16-mm-Film verwendet und in Längsrichtung belichtet, der jedoch von den Kameraherstellern oder dem Fotografen selbst konfektioniert werden musste. Für Edixa 16 und Rollei 16 ergab sich dabei eine Bildgröße von 12 mm × 17 mm, für die Minolta 16 10 mm × 10 mm. Die Kleinstbildkamera Minox hingegen belichtet(e) speziellen 9,5 mm breiten unperforierten Film, um ähnliche Ergebnisse zu erzielen.